# Lothar Ganser
Lothar Ganser (* 14. Januar 1908 in Glogau, Preußen; † 29. August 1984 in Hameln) war ein deutscher Jurist und Politiker (CDU, NPD). Er war von 1961 bis 1962 Präsident des Verbands der Reservisten der Deutschen Bundeswehr.

## Leben
Lothar Ganser wurde 1908 als Sohn eines Kaufmanns in Schlesien geboren. Nach dem Besuch der Oberrealschule in Hameln studierte er zunächst an der Georg-August-Universität Göttingen und vom Wintersemester 1928 bis Sommersemester 1929 Rechtswissenschaften an der Universität Rostock und wurde 1937 dort mit der Dissertation Die Rechtsnatur des Trödelvertrages zum Dr. jur. promoviert.
Er trat zum 1. April 1936 in die NSDAP ein (Mitgliedsnummer 3.536.205). Zuvor war er Wehrsportführer des Stahlhelms und wurde Rechts- und Steuerberater der Deutschen Arbeitsfront (DAF). Mit Verweis auf seine Parteizugehörigkeit, seine "kämpferische Tätigkeit" beim Stahlhelm und seine Funktion in der DAF suchte er 1937 in einen abgekürzten Probedienst übernommen zu werden, was jedoch zurückgewiesen wurde. Nach seinem Assessordienst wurde er 1937 als Rechtsanwalt übernommen. Er stilisierte sich im Zuge der Entnazifizierung als Gegner des Systems und wurde 1946/48 als „entlastet“ eingestuft, aufgrund seiner Vergangenheit jedoch vom Ausschuss der Rechtsanwaltskammer Celle nur „mit erheblichen Bedenken“ wieder zugelassen. Ganser rechtfertigte seine Parteimitgliedschaft mit „rücksichtslosem politischen Zwang“.
Nach dem Zweiten Weltkrieg arbeitete er als Notar und Rechtsanwalt in Hameln. Ganser war Landesführer in Niedersachsen des neugegründeten Stahlhelms. Auf einem Treffen 1955 in Detmold erklärte er: Der Stahlhelm „fühlt sich berufen und verpflichtet, den deutschen Menschen aus seinem derzeitigen nahezu apathischen Zustand zu befreien“. Erklärtes Ziel war es, die Jugend wieder für den Wehrdienst zu gewinnen. In dieser Funktion leitete er auch ein Disziplinarverfahren gegen Paul Lindner ein, der an den Präsidenten des Stahlhelms Generalfeldmarschall a. D. Albert Kesselring eine „nach Form und Inhalt ungehörig[e]“ Postkarte versandt hatte. Er wurde Mitglied der CDU und war langjähriger Ratsherr und Bürgermeister der Stadt Hameln. Zwanzig Minuten vor der konstituierenden Sitzung des Stadtrats im November 1966 trat er der NPD bei. Seine politische Entscheidung geriet (auch in der DDR) in die Kritik, da er in der Funktion eines Reserveoffiziers Bundeswehrsoldaten und Reservisten zu Wahlkampfzwecken NPD-Plakate kleben ließ. Im Juni 1967 war er Direktkandidat im Wahlkreis 41 bei der Landtagswahl in Niedersachsen und stand auf Listenplatz 6 von 30 der NPD; seine Partei erlangte 10 Mandate. Er kandidierte erfolglos bei der Bundestagswahl 1969, wo seine Partei 4,3 Prozent der Stimmen erhielt und damit unter der Fünf-Prozent-Hürde blieb.
Ganser war vom 1. Januar 1961 bis zum 24. Juni 1962 Präsident des Verbands der Reservisten der Deutschen Bundeswehr (VdRBw), zuvor und danach war er stellvertretender Präsident. Sein letzter Dienstgrad war Major der Reserve.

## Schriften (Auswahl)
- Die Rechtsnatur des Trödelvertrages. Tschirner, Hannover 1937 (= Diss. Univ. Rostock, 1937).